# Карпин мост (Гатчина)
Карпин мост — пешеходный арочный мост через искусственный каскад между Карпиным прудом и Белым озером, соединяющий две части Длинного острова в Дворцовом парке Гатчинского музея-заповедника.

## История
Каменный арочный мост через искусственный каскад на Карпином пруду при впадение его в Белое озеро был построен в 1792 году по проекту архитектора В. Бренны. Своё название он получил от Карпиного пруда, в котором разводили серебристых карпов для стола Павла I, а затем и других царственных особ, проживавших в Гатчинском дворце, и их гостей. Под мостом ранее располагался каскад Карпиного пруда при впадении в Белое озеро.
В 1944 году мост был полностью разрушен во время немецко-фашистской оккупации. В 1955 году на основе изображений «Кушелевского альбома» и архитектурных обмеров, сделанных в 1935 году архитектором Красовским, появляются материалы по восстановлению Карпина моста. 
В 1971 году инженер института «Ленгипроинжпроект» А. А. Соколов и архитектор Л. А. Носков разработали проект восстановления моста. Мост был восстановлен в 1984 году, работы выполнило СУ-3 треста «Ленмостострой». 

## Конструкция
Мост однопролётный арочный. Пролётное строение выполнено в виде сплошного железобетонного бесшарнирного свода. Устои железобетонные на естественном основании. Плита фундамента является одновременно затяжкой для арочного пролётного строения и фундаментом для плотины. Фасады облицованы известняком, опоры моста — гранитом (в подводной части) и известняком (в надводной части). Пролётное строение и устои моста завершаются профилированной карнизной тягой на кронштейнах. Трёхгранные выступы на береговых устоях образуют по концам моста небольшие террасы с встроенными скамьями. Ограждения на мосту — глухие парапеты. Мост имеет форму крепостного бастиона. В его архитектуре с вертикальными устоями, со сплошным парапетом, с кронштейнами сказалась пластическая близость к дворцу.